# Folke Rogard

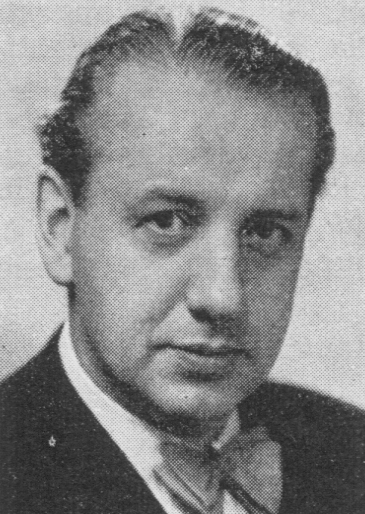
Folke Rogard

Bror Axel Folke Per Rogard (* 6. Juli 1899 in Stockholm; † 11. Juni 1973 ebenda) war ein schwedischer Schachfunktionär.
Von 1944 bis 1948 war er mit der Filmschauspielerin Viveca Lindfors verheiratet. Aus der Ehe ging 1944 die Tochter Lena Rogard hervor. Rogard, von Beruf Rechtsanwalt, war von 1947 bis 1964 Präsident des schwedischen Schachbundes.
1949 wurde er Präsident des Weltschachbundes FIDE und behielt dieses Amt bis 1970 bei. Außerdem war er seit 1951 Internationaler Schiedsrichter.